# فلیچ رومانو
فلیچ رومانو (به ایتالیایی: Felice Romano) بازیکن فوتبال و اهل ایتالیا است که از سال ۱۹۲۱ میلادی عضو تیم ملی فوتبال ایتالیا بوده و در ۵ بازی ملی حضور داشته‌است. او در بازی‌های ملی‌اش گلی به ثمر نرساند.
فلیچ رومانو آخرین بازی ملی خود را در سال ۱۹۲۴ میلادی انجام داد.